# Ереванская детская железная дорога
Ереванская детская железная дорога (арм. Երեւանի մանկական երկաթուղի), также Малая Закавказская железная дорога — узкоколейная детская железная дорога в столице Армении Ереван. Она пролегает в Разданском ущелье. Железная дорога была открыта 9 июня 1937 года как одна из многих пионерских железных дорог в Советском Союзе и до 2024 года находилась в эксплуатации, однако уже не в формате учебного заведения, а полузаброшенного аттракциона, в июле того же года было принято решение об её окончательной ликвидации. По состоянию на 2024 год железная дорога не функционирует, тепловозы в нерабочем состоянии, станции закрыты.
Как и все пионерские железные дороги Советского Союза, ереванская работала с участием детей, но под наблюдением взрослых. Цель — заинтересовать детей работой на железной дороге. На этой железнодорожной линии использовалась лишь одна из трех станций. Раньше взрослым был только машинист локомотива, в постсоветское время все функции начали исполнять только взрослые. После распада Советского Союза подобные перемены произошли и на многих других бывших детских железных дорогах.

## История
Благодаря ударному труду строителей работы по сооружению ДЖД были завершены на 4 месяца раньше положенного срока. 9 июля 1937 года поезд, состоящий из паровоза 159—434, подаренного комсомольцами Ворошиловградского паровозостроительного завода, и трёх самодельных открытых пассажирских вагонов, впервые отправился в путь. Вёл его юный машинист А. Бегларян.
В марте 1959 года ДЖД получила два цельнометаллических пассажирских вагона PAFAWAG. В 1971 году ей был передан тепловоз ТУ2-116. После этого паровоз 159—434 практически перестал эксплуатироваться. Он до сих пор стоит на станции Айреник в тупике.
С середины 1980-х средства сигнализации и блокировки на перегонах Ереванской ДЖД не использовались (хотя сохранились мачты от семафоров). Из-за отсутствия второго пути, в обратный рейс поезд отправлялся вперёд вагонами. По этой причине обгонный путь на станции Айреник долгое время использовался только для отстоя подвижного состава. Единственной станцией, на которой работали юные железнодорожники, была главная — Айреник. Остальные станции к тому моменту уже не обслуживались.
В 1990-е годы, после распада Советского Союза, дорога перестала в полной мере быть детской. Теперь она стала обслуживаться взрослыми.
Некоторые аспекты истории Ереванской детской железной дороги требуют уточнения. В частности, на порталах тоннеля имеется выложенная в камне надпись: «1956». Но тоннель можно увидеть и в кинохронике 1950 года, следовательно, он был построен раньше. Этот тоннель является бутафорским — он построен на ровном месте и представляет собой обросшую деревьями длинную каменную арку. Есть вопросы и с названиями станций. На сделанной в 1947 году фотографии главной станции ДЖД можно обнаружить на фасаде табличку с надписью «Станция Пионерская». Но именно так называется совершенно другая станция этой железнодорожной линии.

## Текущее состояние
В настоящее время ДЖД пребывает в полузаброшенном состоянии. Учебных целей она уже давно не выполняет и работает по выходным только как аттракцион. Графика отправления поездов нет — поезда отправляются по мере заполнения. Станции почти не обслуживаются, старые вагоны и локомотивы стоят на открытом воздухе и не охраняются. В связи с этим ДЖД с окрестностями популярна у молодёжи лишь в качестве места для праздного времяпровождения.

## Галерея
- Вид станции сверху
- Панорама станции
- Внутри станции
- Надпись
- Составы
- Паровоз
- Составы
- Составы
- Внутри одного из вагонов
- ЖД пути
- Тоннель